# Elmer Collins
Elmer Collins (1887-1982) fue un deportista estadounidense que compitió en ciclismo en la modalidad de pista. Ganó una medalla de plata en el Campeonato Mundial de Ciclismo en Pista de 1912, en la prueba de medio fondo.

## Medallero internacional
| Campeonato Mundial | Campeonato Mundial      | Campeonato Mundial | Campeonato Mundial |
| Año                | Lugar                   | Medalla            | Competición        |
| ------------------ | ----------------------- | ------------------ | ------------------ |
| 1912               | Newark (Estados Unidos) | Medalla de plata   | Medio fondo (P)    |